# UkrTelecom
UkrTelecom est une entreprise ukrainienne de télécommunications fondée en 1993, et faisant partie de l'indice PFTS, représentant la performance des principales capitalisations boursières de la bourse de Kiev.